# Meskerem Assefa
Meskerem Assefa (née le 28 septembre 1986) est une athlète éthiopienne spécialiste des courses de demi-fond.

## Carrière
En 2008, Meskerem Assefa remporte la médaille d'argent des Championnats d'Afrique d'Addis-Abeba, s'inclinant finalement face à sa compatriote Gelete Burka. Sélectionnée dans l'équipe d’Éthiopie lors des Jeux olympiques de Pékin, elle s'incline dès les séries du 1 500 m avec un temps de 4 min 10 s 04. Elle subit le même sort lors des Championnats du monde de 2009.
Cinquième des Championnats d'Afrique 2010, l’Éthiopienne se distingue en 2011 en prenant la deuxième place du meeting Golden Gala de Rome, derrière Maryam Jamal, en 4 min 02 s 12, nouveau record personnel.
Détentrice depuis 2004 du record du monde junior du 800 m en salle, Meskerem Assefa a failli le perdre aux Championnats du monde d'athlétisme en salle 2014 de Sopot, en Pologne. L'Islandaise Aníta Hinriksdóttir y termine en effet son 800 m en 2 min 01 s 03, temps exact d'Assefa, mais elle est disqualifiée pour passage dans le couloir voisin avant la ligne de rabattement.

### Palmarès
| Date | Compétition            | Lieu        | Résultat | Épreuve  | Temps           | Vitesse |
| ---- | ---------------------- | ----------- | -------- | -------- | --------------- | ------- |
| 2002 | Championnats d'Afrique | Radès       | 4e       | 1 500 m  |                 |         |
| 2008 | Championnats d'Afrique | Addis-Abeba | 2e       | 1 500 m  |                 |         |
| 2010 | Championnats d'Afrique | Nairobi     | 5e       | 1 500 m  |                 |         |
| 2015 | Marathon de Paris      | Paris       | 4e       | Marathon | 2 h 25 min 26 s | 17 km/h |
| 2019 | Marathon de Boston     | Boston      | 4e       | Marathon | 2 h 25 min 40 s | 17 km/h |

### Records
| Épreuve | Performance   | Lieu | Date        | Vitesse |
| ------- | ------------- | ---- | ----------- | ------- |
| 1 500 m | 4 min 02 s 12 | Rome | 26 mai 2011 | 22 km/h |